# SP u hazeni za žene 1934.
Svjetsko prvenstvo u hazeni za žene 1934. bilo je dijelom 4. Svjetskih ženskih igara koje su se održale u Londonu. Ovo je bilo drugo SP-u u hazeni za žene, a koje se održalo kao dio ovih igara.
U kvalifikacijskoj je skupini Jugoslavija odigrala u Zagrebu 8. srpnja 1934. utakmicu protiv izvrsnih Poljakinja i pobijedila 10:3 (6:1) te se plasirala u London. Poljsku je pobijedila i braniteljica naslova Čehoslovačka, pa se je i ona plasirala u finale.
Hrvatske su hazenašice (predstavljajući Jugoslaviju) na 3. igrama osvojile zlatno odličje, čime su nadišle uspjeh s prethodnih igara. I ovdje su glavnu ulogu imale Hrvatice.
Pobijedile su dotad nepobjedivu Čehoslovačku rezultatom 6:4.
Igrale su u sastavu: Anica Oman (Ilirija Ljubljana), službenica; Zlata Cuvaj (Concordia, Zagreb/drugi izvori navode da je igrala za Marsoniju iz Slavonskog Broda
), službenica; Melita Lovrenčić (Concordia,), učenica VII. raz. gimnazije; Marica Cimperman (Concordia), službenica; Zdenka Kunštek (Concordia), službenica. Fanči Bernik (Fanika Bernik) (Atena, Ljubljana), krznarska radnica; Ivka Tonković (Concordia), službenica; Ema Gršeti (Concordia), laborantica u ljekarni; Nada Bobinsky (Concordia), službenica i Katja Mihočinović (Concordia), službenica koja se samo pridružila. Trener reprezentacije bio je Bogdan Cuvaj, no on nije putovao na završni turnir.

## Vanjske poveznice
- Historie národní házené Reprezentačni družstvo Jugoslavie v roe 1934. (fotografija)
- ŠHK Concordia Zagreb[neaktivna poveznica] Hazenašice - prvakinje svijeta 1934. (fotografija)